# Homecoming (serie de televisión)

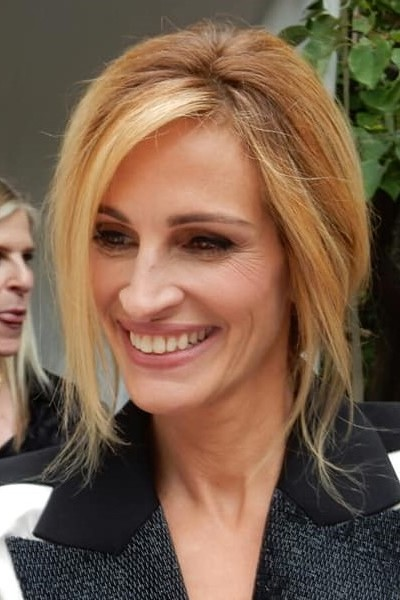
Julia Roberts, protagonista de la serie de televisión: Homecoming.

Homecoming es una serie de televisión web de suspense psicológico estadounidense, basada en el pódcast del mismo nombre creado por Eli Horowitz y Micah Bloomberg, que se estrenó el 2 de noviembre de 2018 en Amazon Prime Video. La serie fue creada por Horowitz y Bloomberg, quienes también se desempeñaron como guionistas y productores ejecutivos junto a Sam Esmail, Chad Hamilton, Julia Roberts, Alex Blumberg, Matt Lieber, y Chris Gilibert. Esmail también dirigió cada episodio de la serie protagonizada por Roberts, Bobby Cannavale, Stephan James, Shea Whigham, Alex Karpovsky, y Sissy Spacek.

## Sinopsis
Homecoming sigue a Heidi Bergman «una trabajadora de casos en Homecoming, una instalación de Geist Group que ayuda a los soldados a hacer la transición a la vida como civil. Años más tarde, comenzó una nueva vida, viviendo con su madre y trabajando como camarera, cuando un auditor del Departamento de Defensa cuestiona por qué se fue de las instalaciones de Homecoming. Heidi se da cuenta rápidamente de que hay otra historia detrás de la que se ha estado contando a sí misma».

## Elenco y personajes

### Principales
- Julia Roberts como Heidi Bergman, trabajadora social de Walter, que trabaja en una instalación secreta del gobierno, el Centro de Apoyo Transitorio Regreso a Casa.
- Bobby Cannavale como Colin Belfast, supervisor de Heidi.
- Stephan James como Walter Cruz, un joven veterano militar y visitante de las instalaciones de Regreso a Casa que está ansioso por volver a la vida como civil.
- Shea Whigham como Thomas Carrasco, burócrata del Departamento de Defensa que investiga el Centro de Apoyo Transitorio Regreso a Casa.
- Alex Karpovsky como Craig, empleado en las instalaciones de Regreso a Casa.
- Sissy Spacek como Ellen Bergman, madre de Heidi.

### Recurrentes
- Ayden Mayeri como Reina
- Bill Stevenson como Abe
- Sam Marra como Javen
- Marianne Jean-Baptiste como Gloria Cruz
- Jeremy Allen White como Shrier
- Alden Ray como Maurice
- Henri Esteve como Abel
- Frankie Shaw como Dara
- Gwen Van Dam como la Sra. Trotter
- Brooke Bloom como Pam
- Sydney Poitier Heartsong como Lydia Belfast
- Hong Chau como Audrey Temple
- Dermot Mulroney como Anthony
- Marcus Henderson como Engel
- Jason Rogel como Cory
- Rafi Gavron como Rainey
- Jacob Pitts como AJ
- Lewie Bartone
- Kristof Konrad como el Sr. Heidl

## Episodios
| Temporada | Temporada | Episodios | Episodios | Lanzamiento original   | Lanzamiento original   |
| --------- | --------- | --------- | --------- | ---------------------- | ---------------------- |
|           | 1         | 10        | 10        | 2 de noviembre de 2018 | 2 de noviembre de 2018 |
|           | 2         | 7         | 7         | 22 de mayo de 2020     | 22 de mayo de 2020     |

### Temporada 1 (2018)
| N.º en serie | N.º en temp. | Título      | Dirigido por | Escrito por                    | Fecha de lanzamiento original |
| --- | ------------ | ----------- | ------------ | ------------------------------ | ----------------------------- |
| 1 | 1            | «Mandatory» | Sam Esmail   | Eli Horowitz & Micah Bloomberg | 2 de noviembre de 2018        |
| A principios de 2018, Walter Cruz deja el ejército después de cuatro turnos de servicio y es voluntario para el Centro de Apoyo Transicitorio Regreso a Casa, un nuevo programa residencial profesional diseñado para ayudar a los exmilitares a reintegrarse sin problemas a la vida civil. Él es presentado a su consejera, Heidi Bergman, una de las administradoras de Regreso a Casa. Colin, el exigente jefe de Heidi, la empuja a obtener los «datos» sobre el programa lo antes posible. En 2022, Heidi vive con su madre y trabaja de camarera cuando Thomas Carrasco, un investigador del Departamento de Defensa, se le acerca, quien le dice que está dando seguimiento a una vieja queja de un empleado que dice que Cruz estuvo retenido allí contra su voluntad. Heidi dice que ella no tiene ningún recuerdo de él. |              |             |              |                                |                               |
| 2 | 2            | «Pineapple» | Sam Esmail   | Eli Horowitz                   | 2 de noviembre de 2018        |
| Walter sigue atentamente el plan en Regreso a Casa, incluyendo tomar medicamentos recetados diariamente. Su cínico amigo Joseph Shrier, con quien sirvió, parece paranoico y sospecha que están allí para obtener ayuda. Desde que llegaron a Regreso a Casa a través de un vuelo militar que aterrizó en una base, Shrier cree que quizás ni siquiera estén en Florida, y él no se ha estado tomando las píldoras diarias. Impulsado al ver a una tarta de piña en la comida, Shrier le sugiere a Walter que están siendo manipulados para pensar que están en Florida, y luego le grita en el comedor. En 2022, Thomas rastrea a la madre de Walter, Gloria Morisseau, quien también es poco cooperativa pero muestra sorpresa cuando se le dice que Heidi Bergman no recordaba a Walter. Thomas reporta sus hallazgos a su superior. |              |             |              |                                |                               |
| 3 | 3            | «Optics»    | Sam Esmail   | David Wiener                   | 2 de noviembre de 2018        |
| En 2018, Shrier convence a Walter de pasear fuera de las instalaciones y luego roba una camioneta, donde conducen durante horas antes de encontrarse con alguien más. Se encuentran con un centro de la ciudad aparentemente vacío, pero se convencen cuando se les dice que es una comunidad de jubilados. Shrier es expulsado de Regreso a Casa. Colin quiere que Walter también se marche, pero Heidi puede convencerlo de que se verá aún mejor para el programa si tiene éxito después de haber experimentado problemas disciplinarios inicialmente. En 2022, Heidi se reencuentra con su exnovio, Anthony, quien le recuerda cómo su devoción por su carrera — y su jefe que llamaba constantemente — terminó su relación. Anthony se sorprende cuando Heidi no recuerda a Colin. A pesar de ser presionado para cerrar el caso, Thomas sigue su corazonada y continúa investigando Regreso a Casa. Al revisar los registros, se da cuenta de que Walter y Heidi abandonaron las instalaciones en la misma fecha, el 15 de mayo de 2018, cuando Walter fue expulsado por violencia y Heidi fue hospitalizada.                                                                       |              |             |              |                                |                               |
| 4 | 4            | «Redwood»   | Sam Esmail   | Micah Bloomberg                | 2 de noviembre de 2018        |
| En 2018, Walter está molesto porque Shrier fue expulsado y sus pertenencias se tiraron, incluida la armónica que pertenecía a Lesky, que era parte de su unidad. Heidi recupera la armónica de Walter, quien le cuenta cómo Lesky fue asesinado por un dispositivo explosivo improvisado después de que Walter lo asignó a otro vehículo. Walter le habla a su madre, que está preocupada por él y por lo distraído que está actuando. En 2022, Thomas va al grupo Geist, que manejó Regreso a Casa, y habla con Colin, quien dice que no recuerda Regreso a Casa o Heidi Bergman. Heidi se sorprende al saber que fue hospitalizada y tiene importantes lagunas de memoria. Ella encuentra su teléfono viejo y ve que ella llamaba a Colin constantemente. Ella llama a Colin pero él le cuelga. |              |             |              |                                |                               |
| 5 | 5            | «Helping»   | Sam Esmail   | Cami Delavigne                 | 2 de noviembre de 2018        |
| En 2018, Heidi se une a Walter a través de una serie de bromas mutuas. Una involucra bolígrafos, grapadora y otros artículos de Heidi que ella alinea de manera obsesiva y paralela entre sí en su escritorio; Walter los mueve a ángulos al azar y los deja para que ella los encuentre de esa manera. Otro involucra traer a la oficina de Heidi el ruidoso pelícano que escuchan afuera, cuyos gritos interrumpe sus sesiones. Colin escucha que Heidi le devolvió la armónica a Walter y la obliga a revisar el propósito de Regreso a Casa, que es erradicar el estrés postraumático con medicamentos «para eliminar las respuestas dañinas a los recuerdos traumáticos». Colin le da un sermón por devolverle un objeto que le recordará los recuerdos que están tratando de borrar. En 2022, Thomas rastrea a Shrier, quien exhibe signos de deterioro mental. Shrier dice que le advirtió a Walter sobre Heidi y que ella lo sabía todo. Colin va a Tampa para tratar de intimidar a Heidi en el restaurante, pero se sorprende y luego se siente aliviado cuando ella no lo reconoce. Se preocupa cuando ve la tarjeta de identificación de Thomas en un frasco en el mostrador. |              |             |              |                                |                               |
| 6 | 6            | «Toys»      | Sam Esmail   | Shannon Houston                | 2 de noviembre de 2018        |
| En 2018, después de no hablar con Walter durante dos semanas, Gloria se pone en contacto con el Departamento de Asuntos de los Veteranos de los Estados Unidos, quien informa que Regreso a Casa es dirigido por una empresa, Grupo Emergente Geist. Gloria está segura de que Geist, que fabrica productos de limpieza para el hogar, tiene motivos ocultos. Ella va a Tampa y lo convence de que se vaya. Mientras empaca, Walter le confiesa a Heidi que siente algo por ella y decide quedarse. Mientras Gloria conduce a su casa, ella llama a la línea directa del DOD, simulando ser una empleada de Regreso a Casa y hace la denuncia anónima de que Cruz está retenido en contra de su voluntad. En 2022, Colin sigue a Heidi a la lavandería, donde ella todavía no tiene recuerdos de él, y coquetea con ella. Se presenta como Hunter, un contratista militar que acaba de regresar de Afganistán y descubrió que su esposa lo está dejando. Él la lleva a una cita y duermen juntos. Ella confiesa que piensa que hizo algo mal pero no sabe qué es. |              |             |              |                                |                               |
| 7 | 7            | «Test»      | Sam Esmail   | Eric Simonson                  | 2 de noviembre de 2018        |
| En 2018, en la quinta semana de tratamiento, Heidi se sorprende cuando Walter no recuerda de repente uno de sus recuerdos más divertidos del servicio, una broma que él, Shrier y Lesky jugaron contra otro soldado. Tampoco recuerda la muerte de Lesky, que detalló la semana anterior. Colin descarta la preocupación de Heidi y deja escapar que el «éxito» de los medicamentos significa que estos soldados podrán ser reubicados. En 2022, Thomas se acerca a Gloria, de quien recibe cintas de audio de las sesiones de Walter con Heidi. Heidi se sorprende al escuchar que envió las cintas a Gloria. Ella le dice a «Hunter» que necesita ir a Regreso a Casa para encontrar a Colin, y él insiste en acompañarla. |              |             |              |                                |                               |
| 8 | 8            | «Protocol»  | Sam Esmail   | Eli Horowitz                   | 2 de noviembre de 2018        |
| En 2022, la supervisora de Thomas, Pam, lo reprende por perder el tiempo investigando el Protocolo de Regreso a Casa. Enfurecido, irrumpe en las oficinas de Regreso a Casa, que están cerradas por reformas. Mientras tanto, Heidi y Colin exploran un edificio de oficinas adyacente con el mismo diseño, que ella confunde con su anterior lugar de negocios. Heidi se da cuenta de que nunca ha estado allí antes y se siente aún más perdida. Desde la ventana del otro edificio, Thomas ve a Heidi y Colin juntos. En ese momento, Heidi escucha el fuerte grito de un pelícano, devolviéndole el recuerdo de Colin. Ella huye de él mientras Thomas los persigue. Colin insulta y menosprecia a Thomas, enfureciendo a Heidi, quien empuja a Colin hacia una fuente. Heidi se va con Thomas. |              |             |              |                                |                               |
| 9 | 9            | «Work»      | Sam Esmail   | Micah Bloomberg                | 2 de noviembre de 2018        |
| En 2022, Heidi intenta darle sentido a su papel en Homecoming. Thomas escala la queja al inspector general del Departamento de Defensa en base a lo que ha aprendido, pero Pam llama a Geist. En 2018, en la sexta semana, Heidi se molesta cuando Walter habla entusiasmado sobre su redistribución y su esperanza de reunirse con Shrier (que fue enviado a un centro psiquiátrico) y Lesky, cuya muerte ha sido borrada de su memoria. Ella lo lleva a otro almuerzo a la cafetería y se une a él para comer, a pesar de que la comida está cargada con la dosis alta de drogas para borrar la memoria de la semana seis. |              |             |              |                                |                               |
| 10 | 10           | «Stop»      | Sam Esmail   | Eli Horowitz & Micah Bloomberg | 2 de noviembre de 2018        |

### Temporada 2 (2020)
| N.º en serie | N.º en temp. | Título       | Dirigido por         | Escrito por                    | Fecha de lanzamiento original |
| ------------ | ------------ | ------------ | -------------------- | ------------------------------ | ----------------------------- |
| 11           | 1            | «People»     | Kyle Patrick Alvarez | Micah Bloomberg & Eli Horowitz | 22 de mayo de 2020            |
| 12           | 2            | «Giant»      | Kyle Patrick Alvarez | Zachary Wigon                  | 22 de mayo de 2020            |
| 13           | 3            | «Previously» | Kyle Patrick Alvarez | Sarah Carbiener & Erica Rosbe  | 22 de mayo de 2020            |
| 14           | 4            | «Soap»       | Kyle Patrick Alvarez | Casallina Kisakye              | 22 de mayo de 2020            |
| 15           | 5            | «Meters»     | Kyle Patrick Alvarez | Evan Wright                    | 22 de mayo de 2020            |
| 16           | 6            | «Needle»     | Kyle Patrick Alvarez | Patrick Macmanus               | 22 de mayo de 2020            |
| 17           | 7            | «Again»      | Kyle Patrick Alvarez | Micah Bloomberg & Eli Horowitz | 22 de mayo de 2020            |

## Producción

### Desarrollo
El 16 de diciembre de 2016, se anunció que Universal Cable Productions había ganado los derechos para el pódcast Homecoming de Gimlet Media para que el productor Sam Esmail desarrollara como una serie de televisión. La serie está programada para ser producida ejecutivamente por Esmail, Chad Hamilton, Eli Horowitz, Micah Bloomberg, Alicia Van Couvering, Alex Blumberg, Matt Lieber, y Chris Giliberti. Al parecer, Universal logró superar la oferta de otras partes interesadas, como Sony Pictures Television para Michelle MacLaren, 20th Century Fox Television para Matt Reeves y Michael De Luca, y TriStar Pictures para George Clooney y su productora Smoke House Pictures como largometraje.
El 19 de julio de 2017, se anunció que Amazon Video había otorgado a la producción un pedido directo de dos temporadas. También se informó que Horowitz y Bloomberg escribirían la serie y que Esmail la dirigiría. El 20 de julio de 2018, se anunció que la serie se estrenaría el 2 de noviembre de 2018.
El 7 de marzo de 2019, se anunció que Esmail no dirigirá los episodios de la segunda temporada, sin embargo, permanecerá como productor ejecutivo junto con Julia Roberts.

### Casting
El 5 de junio de 2017, se anunció que Julia Roberts estaba en conversaciones para el papel femenino principal de la serie. El 8 de noviembre de 2017, se anunció que Stephan James fue elegido como un personaje principal en la serie. Más tarde ese mes, Bobby Cannavale se unió al elenco. El 17 de enero de 2018, se informó que Shea Whigham había sido elegida como un personaje principal. En marzo de 2018, se anunció que Alex Karpovsky se había unido al elenco principal, que Dermot Mulroney, Hong Chau, Jeremy Allen White, Sydney Poitier, Marianne Jean-Baptiste, Brooke Bloom, Ayden Mayeri, Jacob Pitts, y Sissy Spacek habían sido elegidos en papeles recurrentes, y que Fran Kranz aparecería como una estrella invitada. El 16 de enero de 2019, se informó que Roberts no volvería a repetir su papel de Heidi Bergman en la segunda temporada de la serie.

### Rodaje
Originalmente la filmación estaba programada para comenzar en Los Ángeles en abril de 2018. La fotografía principal comenzó en febrero de 2018 en el parque de Universal Studios en Los Ángeles, donde la producción se convirtió en el primer proyecto en rodar en las instalaciones de producción de nueva construcción de Universal.

## Recepción
La serie ha sido aclamada por la crítica desde su estreno. En Rotten Tomatoes, la serie posee un índice de aprobación de 98% con un promedio de 8.4 sobre 10 basado en 54 reseñas. El consenso crítico del sitio web dice, «Un impresionante debut en la pantalla pequeña para Julia Roberts, Homecoming equilibra su misterio inquietante con una sensibilidad frenética que atrapa y no abandona». Metacritic, que utiliza un promedio ponderado, asignó a la serie una puntuación de 83 sobre 100 según 33 reseñas, lo que indica «aclamación universal».